# Christian Baumann (Schauspieler)

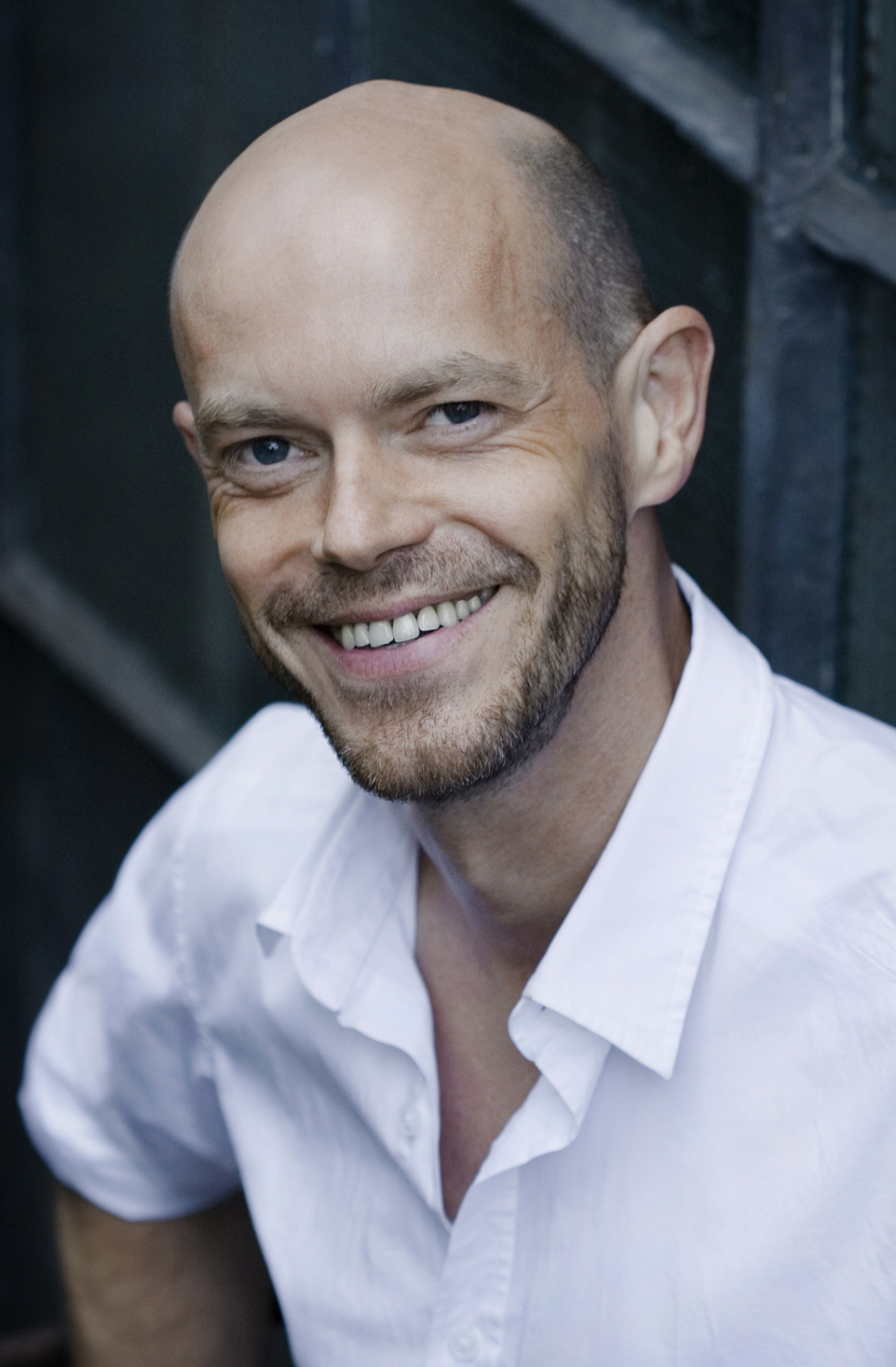
Christian Baumann (2016)

Christian Baumann (* 1967 in Landshut) ist ein deutscher Schauspieler, Off-Sprecher sowie Hörspiel- und Hörbuchsprecher.

## Werdegang
Seit 1996 steht Christian Baumann auf der Bühne. Im Metropol-Theater München wirkte er u. a. mit in The Black Rider von Tom Waits, Die drei Leben der Lucie Cabrol von John Berger (Bayerischer Theaterpreis) und Lantana von Andrew Bovell, jeweils unter der Regie von Jochen Schölch. Am Münchner Staatstheater am Gärtnerplatz war er in Die Dubarry unter der Regie von Valentina Simeonova zu sehen.
Baumann spielte in dem Kinofilm Feindliche Übernahme des Regisseurs Carl Schenkel und war im Fernsehen unter anderem in SOKO München und Café Meineid, im Tatort, als Dracula in der ZDF-Reihe Terra X und in der mehrfach preisgekrönten Sky-Produktion Der Pass zu sehen.
Als Sprecher ist er in Dokumentationen und Reportagen wie der ZDF-Reihe 37°, beim Bayerischen Rundfunk oder als Erzähler für das Wissensmagazin Welt der Wunder und auch in Hörbüchern zu hören. So sprach er zum Beispiel die Rolle des Onno Quist in der Hörspielproduktion Die Entdeckung des Himmels. Seine Lesungen der Romane Die roten Matrosen und Der erste Frühling von Klaus Kordon wurden in der hr2-Hörbuchbestenliste hervorgehoben. Außerdem ist er die Station-Voice des BR-Nachrichtenkanals BR24 und von Deutschlandfunk Kultur.
Seit April 2019 ist er Off-Sprecher in der ZDF-Sendung Aktenzeichen XY … ungelöst und damit Nachfolger des verstorbenen Michael Brennicke.

## Filmografie (Auswahl)
- 2001: Feindliche Übernahme – althan.com
- 2001: Tatort – Wolf im Schafspelz (ARD)
- 2001: Sinan Toprak – Schönheit vergeht (RTL)
- 2002: Café Meineid – Gute Nacht München (BR)
- 2003: SOKO 5113 – Eine Frage des Gefühls (ZDF)
- 2004: Tatort: Sechs zum Essen (ARD)
- 2005: Die Rosenheim-Cops – Das Schweigen der Schweine (ZDF)
- 2008: Die Rosenheim-Cops – Rendezvous mit Todesfolge (ZDF)
- 2010: SOKO 5113 – Kopflos (ZDF)
- 2010: Die Rosenheim-Cops – Ein ehrenwertes Haus (ZDF)
- 2011: Hubert und Staller – Mord im Märchenpark (ARD)
- 2011: München 7 – Die Suche nach Nichts (ARD)
- 2013: München Mord – Die Hölle bin ich (ZDF)
- 2013: Dracula – die wahre Geschichte – Terra X (ZDF)
- 2014: Die Rosenheim-Cops – Tödliche Märchenstunde (ZDF)
- 2014: Schwarzach 23 – Die Hand des Todes (ZDF)
- 2014: SOKO 5113 – Die Kinder der Agathe S. (ZDF)
- 2015: Die Strategie (Kurzfilm)
- 2017: Die Rosenheim-Cops – Die Spur des Geldes (ZDF)
- 2018: SOKO München – Fünf Minuten (ZDF)
- 2018: Der Pass – 1. Staffel (Sky)
- 2019: Polizeiruf 110 – Die Lüge, die wir Zukunft nennen (ARD)
- 2020: Katakomben – (JOYN / Pro Sieben)
- 2020: Der Pass – 2. Staffel (Sky)
- 2021: Tanze Tango mit mir
- 2021: Polizeiruf 110 – Bis Mitternacht (ARD)
- 2022: Der Pass – 3. Staffel (Sky)
- 2023: Der Alte – Der Weg in die Freiheit (ZDF)
- seit 2024: Frühling (ZDF)
- 2025: Sturm kommt auf (ORF/ZDF)

## Theater (Auswahl)
- 1997: Mirandolina von Carlo Goldoni, Rolle: Graf von Albafiorita, Regie: Dominik Wilgenbus, Seebühne Westpark München
- 2001: Shake the Speare Rollen: Polonius, Buckingham, Banquo, Claudio, Regie: Jochen Schölch, Metropol Theater München
- 2001: Die drei Leben der Lucie Cabrol von John Berger, Rolle: Emile Cabrol, Regie: Jochen Schölch, Metropol Theater München, (Bayerischer Theaterpreis, Publikumspreis auf dem „Impulse Festival“)
- 2003: Auf dem Weg zur Hochzeit von John Berger, Rolle: Der Blinde, Regie: Jochen Schölch, Metropol Theater München
- 2006: Die Dubarry von Karl Millöcker, Rolle: Schauspieler, Regie: Valentina Simeonova, Staatstheater am Gärtnerplatz München
- 2006: I Furiosi von Nanni Balestrini, Rolle: Tuffetto, Regie: Jochen Schölch, Metropol Theater München
- 2006: Lantana von Andrew Bovell, Regie: Jochen Schölch, Metropol Theater München
- 2008: Terrorismus von den Gebrüdern Presnjakow (Oleg und Wladimir), Regie: Jochen Schölch, Metropol Theater München
- 2008: The Black Rider von William Burroughs, Robert Wilson, Tom Waits, Rolle: Der Oheim, Regie: Jochen Schölch, Metropol Theater München
- 2009: Tannöd von Andrea Maria Schenkel, Rolle: Georg Hauer, Regie: Jochen Schölch, Metropol Theater München
- 2009: Wir gehen den Weg der Freiheit voran von Sarah Kohrs, Rolle: Eusebius Amort, Regie: Sarah Kohrs, Cuvilliésheater München
- 2016: Abgesoffen nach dem Roman von Carlos Eugenio López, Bearbeitung und Regie: Alia Luque, Metropol Theater München

## Hörbücher (Auswahl)
- 1999: Der Campus von Dietrich Schwanitz, Hörverlag
- 2000: Caretta Caretta von Paulus Hochgatterer, Hörverlag
- 2000: Mit dem Rücken zur Wand von Klaus Kordon, Hörverlag
- 2001: Das Lazarus Kind von Robert Mawson, Höverlag
- 2005: Shit happens von Hakan Nesser, Hörverlag
- 2005: Lausbubengeschichten von Ludwig Thoma, Argon Hörbuch (Argon Verlag)
- 2006: Die roten Matrosen von Klaus Kordon, Hörverlag (hr Hörbuch Bestenliste)
- 2007: Caravan von Marina Lewycka, gelesen von Anna Thalbach, Stefan Kaminski, Carin C. Tietze, Christian Baumann und Lisa Wagner, Hörverlag
- 2007: Fabulus erzählt... div. Geschichten für Kinder, gelesen von Beate Himmelstoß und Christian Baumann, Hörverlag
- 2007: Das Vermächtnis des alten Pilgers von Rainer M. Schröder, Hörverlag
- 2007: Der Münchner im Himmel von Ludwig Thoma, Argon Hörbuch
- 2008: Schuhhaus Pallas von Amelie Fried, gelesen von der Autorin und Christian Baumann, Hörverlag
- 2008: Der Zementgarten von Ian McEwan, Hörspiel mit Paul Herwig, Sissy Höfferer, Laura Maire, Christian Baumann u. a., Hörverlag
- 2008: Mit Oskar durchs Deutsche Museum: Sonne, Mond und Sternenfahrer von Gaby Rebling, Igel Records
- 2008: Mit Oskar durchs Deutsche Museum: Wasser, Wind und Pferdestärken von Gaby Rebling, Igel Records
- 2009: Mit Oskar durchs Deutsche Museum: Feuer, Funken, Dampfmaschinen von Gaby Rebling, Igel Records
- 2009: Mit Oskar durchs Deutsche Museum: Federn, Drachen, Himmelsflieger von Gaby Rebling, Igel Records
- 2009: Oskar trifft Alexander von Humboldt von Gaby Rebling, Igel Records
- 2009: Weltgeschichte in Geschichten von Volker Ebersbach, Charlotte Kerner, Tanja Kinkel, audiomedia
- 2010: Das alte Ägypten von Sascha Priester, audiomedia
- 2011: Die Entdeckung des Himmels von Harry Mulisch, Hörspiel mit Christian Baumann, Udo Samel, Jochen Striebeck, Lisa Wagner u. a., Hörverlag
- 2011: Small Country von Nick Hornby, gelesen von Christian Baumann, Simone Kabst, Patrick Güldenberg, Hörverlag
- 2012: Voodoo von Nick Stone, Hörverlag
- 2012: Todesritual von Nick Stone, Hörverlag
- 2012: Der Totenmeister von Nick Stone, Hörverlag
- 2012: Abenteuer Weltgeschichte von Ulli Kulke, audiomedia
- 2012: Geheime Codes und verschollene Schätze von Bernd Flessner, audiomedia
- 2012: Vier Werte, die Kinder ein Leben lang tragen von Jesper Juul, Argon Balance
- 2013: Die ganze Welt des Wissens. 1 – Sendereihe des Bayerischen Rundfunks, Bayern2, Hörverlag
- 2013: Herzblut – Kommissar Kluftinger 7 von Volker Klüpfel, Michael Kobr, gelesen von den Autoren und Christian Baumann, Hörbuch Hamburg
- 2013: Sagenhafte Helden von Bernd Flessner, audiomedia
- 2013: Shakespeares ruhelose Welt von Neil MacGregor, gelesen von Thomas Loibl, Stefan Wilkening, Helmut Stange, Christian Baumann u. a., Hörverlag
- 2014: Kalte Schatten Erzählungen von Schwedens berühmtesten Krimiautoren, gelesen von Christian Baumann, Axel Milberg, Dietmar Bär, Nina Petri, Hörverlag
- 2014: Großvaters Geschichten oder Das Bett mit den fliegenden Bäumen von Erwin Moser, Argon Hörbuch
- 2014: Erkenne die Welt Eine Geschichte der Philosophie Band 1, von Richard David Precht, Hörverlag
- 2014: Der 50-Jährige, der nach Indien fuhr und über den Sinn des Lebens stolperte von Mikael Bergstrand, audiomedia
- 2015: Die ganze Welt des Wissens. 2 – Sendereihe des Bayerischen Rundfunks, Bayern2, Hörverlag
- 2015: Händels Messias – Werkeinführung von Markus Vanhoefer, BR-Klassik, Bayerischer Rundfunk
- 2015: Bachs Johannes-Passion – Werkeinführung von Markus Vanhoefer, BR-Klassik, Bayerischer Rundfunk
- 2015: Der Junge, der mit dem Herzen sah von Virginia Macgregor, audiomedia
- 2016: Die Tiger-Strategie von Lothar Seiwert, gelesen vom Autor und Christian Baumann, Random House Audio
- 2016: Der 50-Jährige, der den Hintern nicht hochbekam, bis ihm ein Tiger auf die Sprünge half von Mikael Bergstrand, audiomedia
- 2016: Die Manns. Geschichte einer Familie von Tilmann Lahme, Hörverlag
- 2016: Meinen Hass bekommt ihr nicht von Antoine Leiris, Random House Audio
- 2016: Schreiben Sie mir oder ich sterbe – Liebesbriefe berühmter Frauen und Männer von Petra Müller, Rainer Wieland, Random House Audio
- 2017: In meinem Weihnachtsstrumpf Dein Herz – Liebesbriefe berühmter Frauen und Männer von Petra Müller, Rainer Wieland, Random House Audio
- 2017: Mister Franks fabelhaftes Talent für Harmonie von Rachel Joyce, Argon Hörbuch
- 2017: Die Liebeserklärung von Jean-Philippe Blondel, audiomedia
- 2018: Der Apfelblüten-Guru von Mikael Bergstrand, audiomedia
- 2019: Das Buch der Freude, Dalai Lama & Desmond Tutu von Douglas Abrams, Random House Audio
- 2019: Briefe an Obama von Jeanne Marie Laskas, gelesen von Julia Cortis, Christian Baumann, Juliane Köhler, Franz Pätzold, Hörverlag
- 2019: Tante Poldi und die schwarze Madonna von Mario Giordano, Lübbe Audio
- 2019: Die aufgeregte Gesellschaft von Philipp Hübl, Hörverlag
- 2020: Tante Poldi und der Gesang der Sirenen von Mario Giordano, Lübbe Audio
- 2020: Einstein, Sein Leben Seine Forschung Sein Vermächtnis, United Soft Media Verlag GmbH
- 2021: Mehr sein, weniger brauchen von Thomas Bruhn und Jessica Böhme, Random House Audio
- 2021: CO2 Welt ohne Morgen von Tom Roth, Lübbe Audio
- 2022: Unser Sommer am See von Nikola Huppertz, Hörbuch Hamburg
- 2023: Seven Days, Hörverlag
- 2024: Scham, Hörverlag
- 2024: Die Komplizin, Hörverlag

## Dokumentationen: Erzähler (Auswahl)
- 2002: August Sander – Menschen des 20. Jahrhunderts von Reiner Holzemer, (arte)
- 2003: Mein fremdes Kind von Dominique Klughammer, – 37° (ZDF)
- 2004: Monika Baumgartner – die Volksschauspielerin, von Reiner Holzemer, (BR)
- 2005: Der Streuner – eine Straßenkatze in Paris von Angela Graas, (BR)
- 2005: Die Unverfälschten – Künstlergruppe „Die Brücke“ von Franz Deubzer / Birgit Eckelt, (BR/arte)
- 2007: William Eggleston – Fotograf von Reiner Holzemer, (arte)
- 2007: Che Guevara – Der Körper und der Mythos, (arte)
- 2007: Mahatma Gandhi – Tod für den Frieden, (ZDF/arte)
- 2008: Die Varusschlacht – wie die Legionen untergingen von Christian Lappe (BR)
- 2009: Tiere im Klimawandel, 7-teilige Dokumentation, (BR/arte)
- 2010: Mission Mars, 2-teilige Dokumentation von Thomas Bausenwein, (ZDF)
- 2010: Janis Joplin – Blick hinter die Legende von Ray Müller (arte)
- 2010: Das Geheimnis meiner Familie, 4-teilige Dokumentation (ARD)
- 2010: Und ewig sterben die Wälder von Tobias Streck (arte)
- 2010: Niki de Saint Phalle & Jean Tinguely von Anne Julien/Louise Faure, (arte)
- 2011: Brown Babies – Deutschlands verlorene Kinder von Michaela Kirst, (BR/arte)
- 2011: Über den Inseln Afrikas, 5-teilige Dokumentation von Filmquadrat, (SWR/arte)
- 2011: America: The Story, 12-teilige Filmreihe von Ed Fields/Daniel Hall, (Pro7)
- 2011: Caroline Link – mein Leben von Reiner Holzemer, (arte)
- 2012: Noch einmal Sommer für Wenke von Max Kronawitter, (BR/ARD)
- 2012: Wassily Kandinsky – Der Klang der Farbe von Angelika Lizius, (BR/arte)
- 2012: Andy Warhol – Godfather of Pop, 2-teilige Dokumentation von Ric Burns, (arte)
- 2013: Fukushima – Nichts ist wie es war von Patrick Hörl/Kei Matsumoto, (BR)
- 2013: Die spanischen Inseln, 5-teilige Dokumentation von Filmquadrat, (arte)
- 2013: Charlie Chaplin – wie alles begann von Serge Bromberg/Eric Lange, (arte)
- 2014: Die Stimme der Donau von Jürgen Eichinger, (ARD)
- 2014: Anton Corbijn – most wanted, von Reiner Holzemer, (BR)
- 2014: Generation Waldsterben, von Reinhard Kungel, (WDR)
- 2014: Medizin im Mittelalter von Hannes Schuler, Dokumentation zum Film „Der Medicus“ (ARD)
- 2014: Picasso – sein Erbe von Hugues Nancy/Olivier Wildmaier Picasso (BR)
- 2015: Städte am Meer, 5-teilige Dokumentation von Filmquadrat, (SWR/arte)
- 2015: Der Papst und die Mafia von Jesus Garces Lambert, (arte)
- 2015: Niemand darf es wissen – Corinne und ihr Geheimnis von Maike Conway, 37° (ZDF)
- 2015: Shannon River – ein Fluss wie ein Gedicht von John Murray, (ARD)
- 2016: Fukushima – Leben mit der Katastrophe von Patrick Hörl (BR)
- 2016: Gondola – eine venezianische Geschichte von Sabine Scharnagel (BR)
- 2017: 20-40-60:Unser Leben – 37° (ZDF)
- 2016: Barenboim oder Die Kraft der Musik von Sabine Scharnagel (BR)
- 2017: DDR 1990 Reise durch ein verschwindendes Land von Reinhard Kungel (MDR)
- 2017: Freedom: George Michael von David Austin & George Michael (arte)
- 2017: Das Gift der Mafia von Christian Gramstadt (arte/ARD)
- 2018: 20,40,60 Unser Leben dreiteilige Dokumentation in der Reihe 37° (ZDF)
- 2018: Nollywood von Johannes Preuss (Filmakademie Ludwigsburg)
- 2018: Der Böhmerwald – Eine Wildnis mitten in Europa von Lisa Eder-Held (NDR)
- 2018: Müllkippe Meer – Kampf gegen Plastikmüll von Tango Film München (N24)
- 2018: Das Verhängnis des Doktor Frankenstein von Jean Froment (arte)
- 2018: Echtes Leben – mehrere Dokumentationen – (BR/ARD)
- 2019: Spiel mit dem Feuer – Der Vormarsch von Populisten und Nationalisten in Europa von Claus Singer (ARD-alpha)
- 2020: ZDF-Reportage – Der Brenner - Freie Fahrt nach Süden von Daniela Agostini (ZDF)
- 2024: Was ist Zeit? - Das ewige Rätsel von Chris Monath (arte)